# Algustorp
Algustorp är en tidigare småort i Stoby socken i Hässleholms kommun i Skåne län. 2015 hade SCB ändrat definitionen för småorter något, varvid Algutstorp inte längre uppfyllde kraven för att kvarstå som småort.

## Befolkningsutveckling
| Befolkningsutvecklingen i Algustorp 1990–2010 | Befolkningsutvecklingen i Algustorp 1990–2010 | Befolkningsutvecklingen i Algustorp 1990–2010 | Befolkningsutvecklingen i Algustorp 1990–2010 | Befolkningsutvecklingen i Algustorp 1990–2010 |
| --------------------------------------------- | --------------------------------------------- | --------------------------------------------- | --------------------------------------------- | --------------------------------------------- |
|                                               |                                               |                                               |                                               |                                               |
| År                                            |                                               |                                               | Folkmängd                                     | Areal (ha)                                    |
| 1990                                          | 1990                                          |                                               | 77                                            | 40#                                           |
| 1995                                          | 1995                                          |                                               | 75                                            | 35#                                           |
| 2000                                          | 2000                                          |                                               | 73                                            | 35#                                           |
| 2005                                          | 2005                                          |                                               | 78                                            | 35#                                           |
| 2010                                          | 2010                                          |                                               | 56                                            | 35#                                           |
| Anm.: # Som småort.                           |                                               |                                               |                                               |                                               |